# Vincenc Maixner

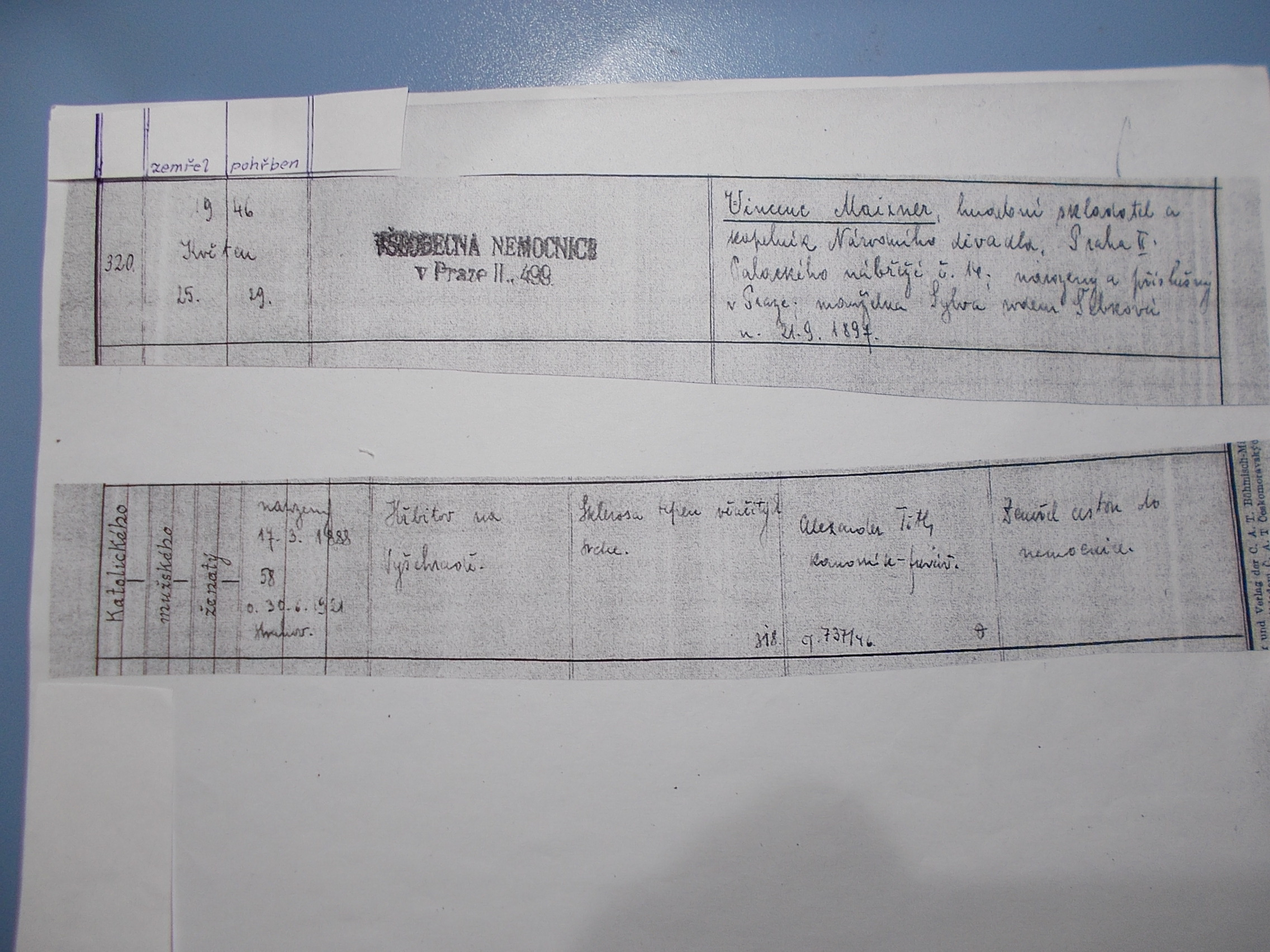
Záznam o datu úmrtí a pohřbu V. Maixnera

Vincenc Maixner , také Čeněk Maixner(17. března 1888 Královské Vinohrady – 25. května 1946 na cestě autem z Konopišťska do Prahy) byl český dirigent a hudební skladatel.

## Život
Narodil se na Královských Vinohradech jako nejstarší ze čtyř dětí Antonína Maixnera, (1854-1917),  vrchního revidenta státních drah, a jeho manželky Marie Proškové.   Studoval na gymnáziu v Praze, studium přerušil a vstoupil na Pražskou konzervatoř, kde studoval v letech 1904-1907 skladbu u Karla Steckera a v letech 1908-1909 na mistrovské škole u Vítězslava Nováka. V roce 1912 se stal korepetitorem a asistentem šéfa opery Národního divadla v Praze Karla Kovařovice a v roce 1918 řádným dirigentem. Jako operní dirigent debutoval řízením reprízy opery Josefa Bohuslava Foerstra Nepřemožení (1. 4. 1919), kterou řídil celkem 18x. I nadále byl pověřován převážně řízením repríz děl, jejichž premiéry řídili Karel Kovařovic, jeho nástupce Otakar Ostrčil a jiní dirigenti. Pod jeho vedením zazněly v reprízách opery Bedřicha Smetany Prodaná nevěsta 146x, Tajemství 28x, Hubička 23x, Antonína Dvořáka Rusalka 65x a Jakobín 33x, Kovařovicovi Psohlavci 46x, Mozartova Kouzelná flétna 27x. Operu Pietra Mascagniho Sedlák kavalír, kterou sám řídil při premiéře nového nastudování 21. 4. 1922 pak řídil při 45 reprízách. Pod Maixnerovou taktovkou zazněly světové premiéry baletu Bohuslava Martinů Istar (11. 9. 1924) a opery Jaroslava Vogla Mistr Jíra (30. 3. 1926) a pražské premiéry baletů Clauda Debussyho Hračková skříňka a Daria Milhauda Zmatek a opery Leoše Janáčka Z mrtvého domu (21. 2. 1931). Dále řídil premiéry nových nastudování oper Josefa Bohuslava Foerstra Jessika (16. 1. 1920), Giussepe Verdiho Falstaff (23. 1. 1921), Pietra Mascagniho Sedlák kavalír (21. 4. 1922), Wolfganga Amadea Mozarta Únos ze serailu (16. 4. 1923), Richarda Strausse Elektra (28. 4. 1933) a Karla Kovařovice Na starém bělidle (5. 9. 1935).  Přitom nadále působil i jako vysoce ceněný korepetitor. Podílel se v této funkci na přípravě některých významných Ostrčilových premiér, mj. Bergova Vojcka (11. 11. 1926). Maixner byl jedním ze zakládajících členů Spolku pro moderní hudbu v Praze (1922). Uplatňoval se též jako sólový klavírista a doprovazeč. Z jeho nevelkého skladatelského díla zazněla v roce 1912 klavírní sonáta a v Národním divadle se uplatnila jeho hudba k činohrám, z nichž první byla k Euripidově tragédii Hippolytos (1915). V roce 1920 zkomponoval hudbu pro jediné představení Régnierovy symbolické básně Muž a siréna, které připravil Klub sólistů Národního divadla. Dále zkomponoval houslovou sonátu, smyčcový kvartet, drobné klavírní skladby, písně, sbory, malý melodram Princezna Lyoleja, provedený v Praze roku 1956 a operu Penthesilea. Ukázky z ní zazněly v Praze roku 1952, obsáhlejší výbor z díla byl uveden roku 1968 ve Zlíně (tehdy Gottwaldov) a roku 1973 v Praze.
Byl ženatý s manželkou Sylvou, rozenou Šebkovou. V roce 1938 odešel do důchodu. Zemřel cestou z letoviska na Konopišťsku do Prahy 25. května 1946. Byl pohřben na Vyšehradském hřbitově.
Jeho bratr, Antonín Maixner (1889–1917), byl houslista. Již v sedmnácti letech byl koncertním mistrem České filharmonie. Od roku 1911 byl koncertním mistrem orchestru Národního divadla.

## Dílo (výběr)

### Autonomní skladby
- Sonáta pro klavír c moll (1912)
- Princezna Lyoleja. Melodram na báseň Antonína Sovy (počátek 20. let)
- Penthesilea. Opera na vlastní libreto podle tragédie Heinricha Kleista (1914-43)[15][16]
- Smyčcový kvartet
- Drobné klavírní skladby
- Písně a sbory

### Hudba k činohrám
Eurípidés: Hippolytos (1915)
Henri de Régnier: Muž a siréna (1920)
- William Shakespeare: Coriolanus (1921)
- Molière: Bařtipán (hráno také pod názvem Měšťák šlechticem – Le Bourgeois gentilhomme, 1921)